# مریم‌گلی بنفش
مریم‌گلی بنفش (نام علمی: Salvia verticillata) نام یک گونه از سرده مریم‌گلی است.